# Florence Darel
Pour les articles homonymes, voir Darel.
Florence Darel, née le 14 mars 1968, est une actrice française.

## Biographie
Florence Darel a été l'élève de Maurice Sarrazin, le créateur du Grenier de Toulouse, à son école de théâtre parisienne, le Grenier-Maurice Sarrazin.
En octobre 2017, elle affirme avoir été harcelée sexuellement par Harvey Weinstein en 1994, ainsi que par des producteurs français, dont Jacques Dorfmann.

### Vie privée
Elle est l'épouse du compositeur Pascal Dusapin avec qui elle a eu un enfant en 2009.

## Distinctions
- Chevalier de l'ordre des Arts et des Lettres (2025)

## Filmographie

### Cinéma
- 1989 : Valmont : figuration scène de mariage
- 1989 : Erreur de jeunesse de Radovan Tadic : La jeune fille des bains douches
- 1990 : Le Champignon des Carpathes de Jean-Claude Biette : Madeleine, interprète d'Ophélie
- 1990 : Conte de printemps d'Éric Rohmer : Natacha
- 1990 : Uranus de Claude Berri : Marie-Anne
- 1992 : Les Enfants volés de Gianni Amelio : Martine
- 1992 : A comme Acteur de Frédéric Sojcher : Florence
- 1993 : Fausto de Rémy Duchemin : Tonie
- 1994 : Der Grüne Heinrich (titre français : Henri le vert) de Thomas Koerfer : Anna
- 1994 : Jeanne la Pucelle II - Les prisons de Jacques Rivette : Jeanne d'Orléans
- 1998 : J'aimerais pas crever un dimanche de Didier Le Pêcheur : Line
- 2003 : Le Intermittenze del cuore de Fabio Carpi : Paola Dalai/Carla
- 2003 : Là-haut, un roi au-dessus des nuages de Pierre Schoendoerffer : La journaliste
- 2006 : Un printemps à Paris de Jacques Bral : Angélique
- 2007 : La Maison de Manuel Poirier : Noémie
- 2008 : Comme les autres de Vincent Garenq : Isa
- 2022 : Je t'aime, filme-moi ! d'Alexandre Messina : elle-même

### Télévision
- 1989 : Les Jeux de société (téléfilm) d'Éric Rohmer
- 1990 : Le Lyonnais série télévisée, épisode : Taggers : Cathy
- 1991 : Adieu mon fils (Solo per dirti addio, téléfilm) de Sergio Sollima
- 1991 : Largo desolato (téléfilm) d'Agnieszka Holland : Marketa
- 1993 : Le Bœuf clandestin (téléfilm) de Lazare Iglesis : Claire Berthaud
- 1993 : Le juge est une femme (série télévisée), épisode : Aux marches du palais : Ann et Leslie Mansfield
- 1994 : Jalna (mini série) de Philippe Monnier : Faisane
- 1995 : Farinet, héros et hors-la-loi (téléfilm) d'Yvan Butler : Thérèse de Sépibus
- 1995 : Jules et Jim (téléfilm) de Jeanne Labrune : Lucie
- 1995 : Lise ou l'affabulatrice (téléfilm) de Marcel Bluwal : Lise
- 1996 : L'Enfant du secret (téléfilm) de Josée Dayan : Laurette
- 1996 : Les Liens du cœur (téléfilm) de Josée Dayan : Camille
- 1997 : Les Filles du maître de chai (téléfilm) de François Luciani : Anna
- 1997 : Les Héritiers (téléfilm) de Josée Dayan : Martine
- 1998 : Le Comte de Monte-Cristo , mini-série de Josée Dayan : Camille de la Richardais
- 1998 : Les Moissons de l'océan de François Luciani : Violette Levasseur/Galvès
- 2000 : Sauvetage (série télévisée, six épisodes) : Éléonore
- 2001 : Lourdes (téléfilm) de Lodovico Gasparini : Claire La Fontaine
- 2001 : Maigret et la fenêtre ouverte (téléfilm) : Sylvie Laget
- 2001 : Carles, princep de Viana (téléfilm) de Silvia Quer : Joana Enriquez
- 2002 : La Bataille d'Hernani (téléfilm) de Jean-Daniel Verhaeghe : Adèle Hugo
- 2002 : Napoléon (mini série) d'Yves Simoneau : Madame Récamier
- 2003 : Les Femmes ont toujours raison (téléfilm) d'Élisabeth Rappeneau : Emma Raphaelli
- 2003 : Les Thibault (mini série) de Jean-Daniel Verhaeghe : Noëmie
- 2004 : La Classe du brevet (téléfilm) d'Edwin Baily : Zoé Lefranc
- 2004 : Le Père Goriot (téléfilm) de Jean-Daniel Verhaeghe : Delphine de Nucingen
- 2004 : Le Président Ferrare (série télévisée) épisode L'affaire Denise Chabrier : Claire Camarro
- 2004 : Une vie (téléfilm) d'Élisabeth Rappeneau : La comtesse de Fourville
- 2008 : Père et Maire (série télévisée), épisode Ah, La famille! de Pascal Heylbroeck : Marie-Agnès Stefanel
- 2009 : Femmes de loi (série télévisée), épisode La Nécropole de Patrice Martineau : Audrey Leclerc
- 2013 : Le Clan des Lanzac de Josée Dayan : Angélique Lanzac
- 2014 : Le Juge est une femme (série télévisée), épisode Entre dieu et diable d'Aurélien Poitrimoult : Sœur Clémence
- 2015 : À demain sans faute (téléfilm) de Jean-Louis Lorenzi : Léna
- 2014 : Soda : Un trop long week-end : la mère de Juliette
- 2015 : Les Heures souterraines (téléfilm) de Philippe Harel : Rose
- 2018 : Capitaine Marleau (épisode Le Jeune Homme et la mort) de Josée Dayan : Blanche Allard
- 2020 : Capitaine Marleau (épisode L'Arbre aux esclaves) de Josée Dayan : Lucie Philippon
- 2024 : Franklin (mini série) : Thérèse Le Ray de Chaumont

## Théâtre
- 1991 : La Nuit de Valognes d'Éric-Emmanuel Schmitt, mise scène Jean-Luc Tardieu, Comédie des Champs-Élysées
- 1992 : Ruy Blas de Victor Hugo, mise en scène Georges Wilson, Théâtre des Bouffes du Nord
- 1995 : Un mari idéal d'Oscar Wilde, mise en scène Adrian Brine, Théâtre Antoine
- 1998-1999 : Frédérick ou le boulevard du crime d’Éric-Emmanuel Schmitt, mise en scène Bernard Murat, Théâtre Marigny puis tournée
- 2001 : Marie Hasparren de Jean-Marie Besset, mise en scène Jacques Rosner, Théâtre 14 Jean-Marie Serreau, Espace Pierre Cardin
- 2003 : Remue Ménage d'Alan Ayckbourn, mise en scène Pierre Mondy, Théâtre des Variétés
- 2007-2008 : Confidences trop intimes de Jérôme Tonnerre, mise en scène Patrice Leconte, Théâtre de l'Atelier puis Théâtre du Gymnase, Théâtre des Célestins (tournée)
- 2009 : Désiré de Sacha Guitry, mise en scène Serge Lipszyc, Théâtre de la Michodière
- 2013 : Le Voyageur sans bagage de Jean Anouilh, mise en scène Alain Fromager et Gwendoline Hamon, tournée
- 2016 : Le Syndrome de l'écossais de Isabelle Le Nouvel, mise en scène Jean-Louis Benoît, théâtre des Nouveautés
- 2018 : Le Fils de Florian Zeller, mise en scène Ladislas Chollat, Comédie des Champs-Élysées